# Acciano
Acciano est une commune italienne de la province de L'Aquila dans les Abruzzes.

## Géographie
Entourée de bois de chênes verts, Acciano est perchée sur un éperon de roche entre les montagnes Bufame et Pietre Fitte, qui offre une belle vue sur les crêtes rocheuses de Sirente. Les pentes abruptes qui bordent la ville encadrent la vallée dans laquelle coule la rivière Aterno-Pescara. Le territoire de la municipalité se situe entre 450 et 1 303 mètres d'altitude.

## Histoire

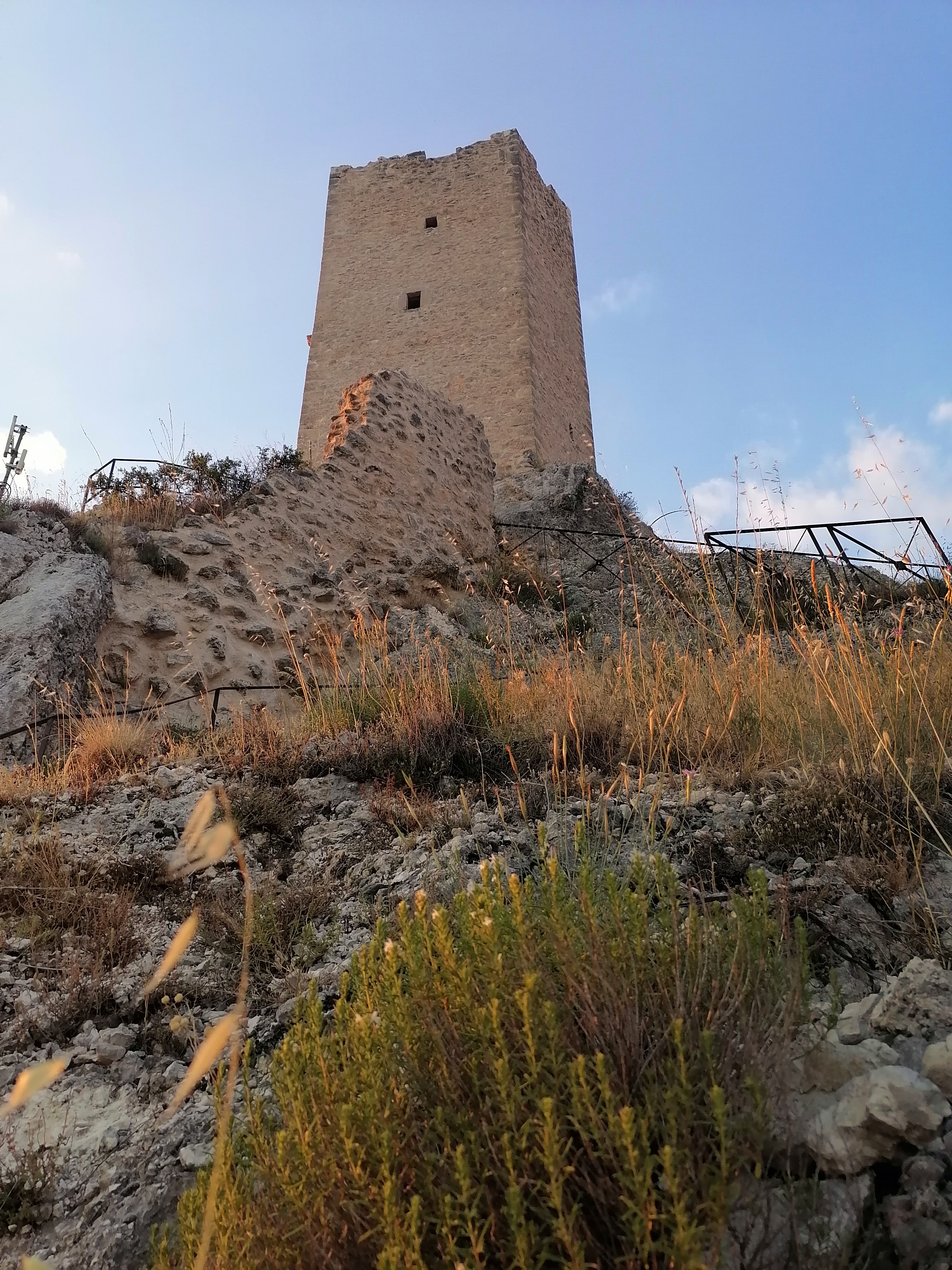
La tour de Roccapreturo

Le toponyme Acciano (Hacciànë) fut stabilisé en 1028 sous la forme Acciano. Il dérive du nom noble romain Accius, qui signifie « ferme de la famille Accia ».
La découverte récente, entre l'église de Santa Maria delle Grazie et le cimetière, dans le quartier de S. Lorenzo, d'une structure en opus quadratum, probablement identifiable comme un petit temple italo-romain, ainsi que les remarquables fragments de céramique trouvés au cours des tests effectués par la Surintendance Archéologique de Chieti témoignent de l'existence d'un habitat datant de la République romaine jusqu'au début de l'Empire romain.
- La tour Roccapreturo, tour de guet du XIIIe siècle
- Le château de Beffi (XIIe siècle)

## Événement commémoratif
4 novembre à la mémoire des morts de toutes les guerres

## Fêtes, foires
équitable et un festival de Santa Petronilla et Sant 'Anotnio de Padoue, 30 et 31 mai

### Hameaux
Beffi, Roccapreturo, Succiano, San Lorenzo

### Communes limitrophes
Caporciano, Molina Aterno, Navelli, San Benedetto in Perillis, Secinaro, Tione degli Abruzzi

## Jumelages
Paterno (AQ).